# بابک نوری
بابک نوری (زاده ۱۶ اسفند ۱۳۵۲، تهران) بازیگر و کارگردان سینما و تئاتر است. وی فارغ‌التحصیل رشتهٔ بازیگری از دانشکدهٔ هنر و معماری و دورهٔ دوم کارگاه آزاد بازیگری است. بابک نوری فعالیت هنری خود را با بازی در فیلم سینمایی «باد سرخ» به کارگردانی ایرج ملک‌پور در سال ۱۳۶۶ آغاز کرد. او فرزند محمدرضا نوری نویسنده و خبرنگار مطبوعات شهر رفسنجان است.
آخرین اثر او بازی در فیلم کوتاه کپسول است که پس از دریافت جایزهٔ بزرگ جشنواره بین‌المللی فیلم کوتاه تهران نمایندهٔ ایران در آکادمی اسکار ۲۰۲۳ بود. او برای این فیلم بهترین بازیگر جشنوارهٔ بین‌المللی رومانی شده‌است.

## بازیگری سینما و تلویزیون

### فیلم‌های سینمایی
- باد سرخ، جمشید ملک‌پور، ۱۳۶۶
- تلفن، شفیع آقا محمدیان، ۱۳۷۸
- معصوم، داوود توحیدپرست، ۱۳۷۷
- شور عشق ،نادر مقدس، ۱۳۷۹
- دلاوران، اکبر حر، ۱۳۷۹
- گام‌های لرزان، افسانه منادی، ۱۳۸۰
- خداحافظ رفیق (اپیزود دوم)، بهزاد بهزادپور، ۱۳۸۱
- رؤیای جوانی، نادر مقدس، ۱۳۸۱
- جوان ایرانی، داریوش بابائیان، ۱۳۸۲
- گل یخ، کیومرث پوراحمد، ۱۳۸۴
- نسکافه داغ داغ، علی قوی‌تن، ۱۳۸۴
- آوای سکوت، حسین بلنده، ۱۳۸۹
- نیوکاسل، محسن قصابیان، ۱۳۹۵
- شاخ کرگدن، محسن محسنی‌نسب، ۱۳۹۶
- اشک تمساح، رضا حسین‌آبادی، ۱۳۹۶
- مشمشه (سینماخر)، شاهد احمدلو، ۱۳۹۶
- شب اول هجده سالگی، حامد تهرانی، ۱۳۹۷
- بی‌آبان، مهرداد کوروش‌نیا، ۱۳۹۹

### تلویزیونی
| متن عنوان | متن عنوان                                  | کارگردان          | متن عنوان              |
| --------- | ------------------------------------------ | ----------------- | ---------------------- |
| ۱۴۰۴      | مرز                                        | سید جمال سیدحاتمی |                        |
| ۱۴۰۳      | مهیار عیار                                 | سیدجمال سیدحاتمی  |                        |
| ۱۳۹۶      | راه و بیراه                                | مجتبی اسدی‌پور     |                        |
| ۱۳۹۵      | خط ویژه                                    | قاسم عرب          |                        |
| ۱۳۸۸      | تله‌فیلم «راز»                              | علیرضا کلانتری    |                        |
| ۱۳۸۷      | خانه مهر                                   | مهدی نوربخش       |                        |
| ۱۳۸۶      | «آسفالت سرخ»                               | امیر شیبات خاقانی |                        |
| ۱۳۸۵      | پای پیاده                                  | اصغر توسلی        |                        |
| ۱۳۸۴      | تله‌فیلم «راز نیاز»                         | نصرت قاضی مقدم    |                        |
| ۱۳۸۴      | «پنجمین نفر»                               | نصرت قاضی مقدم    |                        |
| ۱۳۸۳      | «سبقت از بی‌نهایت»                          | علی نیاکان        |                        |
| ۱۳۸۳      | «ستیز بادرون»                              | اصغر نصیری        |                        |
| ۱۳۸۲      | مسافر پردردسر                              | شاهرخ حمیدی مقدم  |                        |
| ۱۳۸۲      | تله‌فیلم «ترافیک»                           | اصغر عبدالهیان    |                        |
| ۱۳۸۲      | «سمفونی خاموش»                             | سید حمید میرحسینی |                        |
| ۱۳۸۱      | سوخته دل                                   | سید مرتضی فتاحی   |                        |
| ۱۳۸۱      | مهمان‌پذیر طوبی                             | علی شوقیان        |                        |
| ۱۳۸۱      | کلانتر (سری اول)                           | محسن شاه‌محمدی     |                        |
| ۱۳۸۱      | شاهد (از سریال تلویزیونی ناتمام مدرک اصلی) | مهدی صباغ‌زاده     |                        |
| ۱۳۸۱      | تله‌فیلم «اعتراف»                           | مهدی صباغ‌زاده     |                        |
| ۱۳۸۰      | روزهای آخر                                 | محسن محسنی‌نسب     |                        |
| ۱۳۸۰      | رستوران خانوادگی                           | حسین سهیلی‌زاده    | یک قسمت، بازیگر میهمان |
| ۱۳۸۰      | راز سکوت                                   | حسین حکمت‌جو       |                        |
| ۱۳۸۰      | «پول سیاه»                                 | مهرداد پوراحمد    |                        |
| ۱۳۸۰      | «آسمان آبی»                                | امیرحسین ترابی    |                        |
| ۱۳۷۹      | دختران                                     | اصغر توسلی        |                        |
| ۱۳۷۹      | همسفر                                      | قاسم جعفری        |                        |
| ۱۳۷۹      | خندان                                      | قاسم جعفری        |                        |
| ۱۳۷۹      | هم‌پیمان                                    | فرزین مهدی‌پور     |                        |
| ۱۳۷۹      | بازی پنهان                                 | شاپور قریب        |                        |
| ۱۳۷۸      | این یک دادگاه نیست                         | اصغر توسلی        |                        |
| ۱۳۷۸      | مجید دلبندم                                | رضا عطاران        |                        |
| ۱۳۷۸      | روایت محرم                                 | شاهرخ حمیدی مقدم  |                        |
| ۱۳۷۸      | سال‌های خاکستری                             | محمدرضا ورزی      |                        |
| ۱۳۷۷      | گوهر کمال                                  | عباس رنجبر        |                        |
| ۱۳۷۷      | فیلم کوتاه «بزرگ‌ترین خطکش دنیا»            | مهرداد غفارزاده   |                        |
| ۱۳۷۶      | میعاد در سپیده‌دم                           | سعید سلطانی       |                        |
| ۱۳۷۵      | مرحمت عشق                                  | صدرالدین حجازی    |                        |
| ۱۳۷۵      | «توراندخت» (تله‌تئاتر)                      | رضا کرم‌رضایی      |                        |

### مجموعه نمایش خانگی
| سال     | عنوان مجموعه          | کارگردان         | توضیحات       |
| ------- | --------------------- | ---------------- | ------------- |
| ۱۴۰۳    | عالیجناب (رئالیتی شو) | علیرضا کریم زاده | نما فیلم      |
| ۹۵–۱۳۹۴ | آسپرین                | فرهاد نجفی       | در نقش سماوات |

## کارگردانی
نوری علاوه بر چند فیلم کوتاه و مستند و نماهنگ، دو فیلم بلند سینمایی را نیز کارگردانی کرده‌است:
- «بدشانس» ۱۳۸۵
- کوچولوی خوش‌شانس

## جوایز
- تندیس ملی اردیبهشت تئاتر ایران ۱۳۸۷
- بهترین بازیگر جشنوارهٔ بین‌المللی فیلم رومانی ۲۰۲۲، فیلم کپسول
- شورت تو د پوینت ۲۰۲۲[۳]